# Zdeněk Horák
Zdeněk Horák (* 16. dubna 1976) je český biomechanik a vysokoškolský pedagog, od července 2022 rektor VŠ polytechnické Jihlava.

## Život
V letech 1996 až 2001 vystudoval biomedicínské a rehabilitační inženýrství na Fakultě strojní Českého vysokého učení technického v Praze (získal titul Ing.). Doktorské studium v oboru biomechaniky absolvoval v letech 2001 až 2008 tamtéž (získal titul Ph.D.), stejně tak se na stejné vysoké škole v roce 2015 habilitoval v oboru aplikované mechaniky (získal titul doc.). Dlouhodobě se zabývá materiálovým výzkumem, návrhem, konstrukcí a testováním strojních součástí a zdravotnických prostředků.
V letech 2000 až 2004 pracoval jako konstruktér a technolog ve společnosti REMET Praha, v letech 2004 až 2010 byl inženýrem ve výzkumu a vývoji na Fakultě strojní ČVUT v Praze. Mezi roky 2010 a 2015 působil na téže fakultě jako akademický pracovník (nejprve odborný asistent a později docent) a zároveň vedoucí Laboratoře aplikovaných výpočtů.
Od roku 2014 působí jako soudní znalec v oboru forenzní biomechaniky a technického stavu implantabilních zdravotnických prostředků. Od roku 2015 je zaměstnancem Vysoké školy polytechnické Jihlava, kde od září 2018 do června 2022 zastával také funkce zástupce rektora a prorektora pro tvůrčí a projektovou činnost. Dále je pak vedoucím Katedry technických studií. Kromě VŠP Jihlava vyučuje rovněž od roku 2019 na 3. lékařské fakultě Univerzity Karlovy v Praze.
V lednu 2022 jej akademický senát zvolil kandidátem na funkci rektora Vysoké školy polytechnické Jihlava. V červnu 2022 jej do této funkce jmenoval prezident Miloš Zeman, a to s účinností od 24. července 2022. Vystřídal tak dosavadního rektora Václava Báču.
Zdeněk Horák je rozvedený, má dvě děti.